# Sherwood Shores
Sherwood Shores est une census-designated place située dans le comté de Grayson, dans l’État du Texas, aux États-Unis. Sa population s’élevait à 1 190 habitants lors du recensement de 2010.